# Freddy Quinn

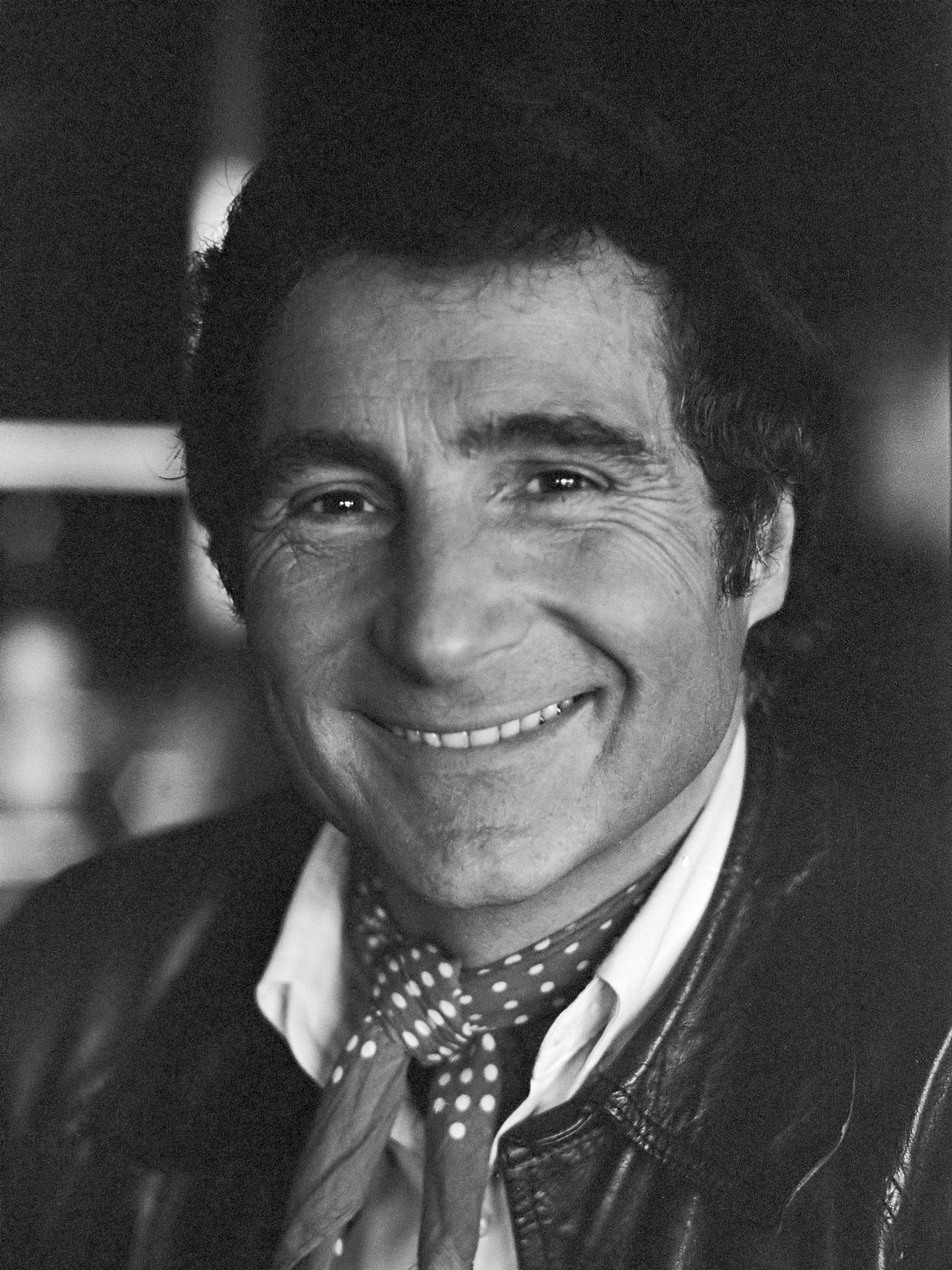
Freddy Quinn in 1977

Franz Eugen Helmuth Manfred Nidl (Wenen, 27 september 1931), beter bekend onder het pseudoniem Freddy Quinn, is een Oostenrijks schlager-zanger en acteur. Hij was vooral bekend in de jaren vijftig en zestig van de 20e eeuw.

## Carrière
In 1956 was hij de eerste vertegenwoordiger van West-Duitsland op het Eurovisiesongfestival met So geht das jede Nacht.
Met liedjes als Heimweh, Junge, komm bald wieder, Die Gitarre und das Meer, Unter fremden Sternen, La Paloma, Der Legionär en Heimatlos had Quinn tussen 1956 en 1966 tien nummer 1-hits en was hij Duitslands absolute nummer 1 (in totaal heeft hij 23 liedjes in de top 10 gehad).
Zijn melancholische liedjes over komen en gaan, afscheid nemen, drang naar verre landen vonden een groot publiek in het naoorlogse Duitsland.
Quinn woonde ook een tijdje in de Verenigde Staten en speelde mee in musicals.
Met de komst van The Beatles en The Rolling Stones die de Duitse markt veroverden taande het succes van Quinn, hij had nog een nummer 1-hit, maar de teksten waren erg kritisch. Hoewel hij geen grote hits meer scoorde bleef hij optreden en vaak op televisie komen.
In 1997 werd hem de Paul-Lincke-Ring voor zijn buitengewone verdiensten voor de Duitstalige amusementsmuziek toegekend.
In 2004 kwam Quinn in de kranten door belastingontduiking (€ 900.000). Hij gaf Zwitserland als zijn hoofdverblijfplaats op, maar woont toch overwegend in Hamburg waardoor hij in Duitsland belastingplichtig was. Het gerecht oordeelde dat hij zijn schulden moest vereffenen. Hij kreeg er nog een voorwaardelijke straf van twee jaar bovenop en een boete van € 150.000.
In januari 2008 overleed zijn vrouw Lily Blessmann (89 jaar). Hij had zoveel verdriet, dat hij er zelf ook geen zin meer in had, zo meldde hij de pers. In 2019 geeft hij weer eens een interview en is hij weer gelukkig met reizen over de wereld en met zijn nieuwe relatie.

## Discografie
Zie ook: Discografie van Freddy Quinn

### Singles
| Single met eventuele hitnotering(en) in de Nederlandse Top 40 | Datum van verschijnen | Datum van binnenkomst | Hoogste positie | Aantal weken | Opmerkingen |
| ------------------------------------------------------------- | --------------------- | --------------------- | --------------- | ------------ | ----------- |
| Pre Top 40                                                    |                       |                       |                 |              |             |
| Heimweh                                                       |                       | 15-8-1956             | 1               | 28           | als Freddy  |
| Banana Boat Song                                              |                       | 13-4-1957             | 7               | 12           | als Freddy  |
| Heimatlos                                                     |                       | 13-7-1957             | 4               | 12           | als Freddy  |
| Die Gitarre und das Meer                                      |                       | 6-6-1959              | 5               | 43           | als Freddy  |
| Unter fremden Sternen (Fährt ein weißes Schiff nach Hongkong) |                       | 30-7-1960             | 11              | 10           | als Freddy  |
| Weit ist der Weg                                              |                       | 3-12-1960             | 14              | 7            | als Freddy  |
| La Paloma                                                     |                       | 28-10-1961            | 3               | 16           | als Freddy  |
| Junge, komm bald wieder                                       |                       | 16-3-1963             | 4               | 26           | als Freddy  |
| Tijd voor Teenagers Top 10                                    |                       |                       |                 |              |             |
| Gib mir dein Wort                                             | 1963                  | 2-5-1964              | 7               | 5            | als Freddy  |
| Nederlandse Top 40                                            |                       |                       |                 |              |             |
| Vergangen vergessen vorüber                                   | 1964                  | 02-01-1965            | 22              | 4            | als Freddy  |
| Hundert Mann und ein Befehl                                   | 1966                  | 23-04-1966            | 34              | 1            | als Freddy  |

### NPO Radio 2 Top 2000
| Nummer met noteringen in de NPO Radio 2 Top 2000 | '99  | '00  | '01-'03 | '04  | '05  | '06  | '07  | '08  |
| ------------------------------------------------ | ---- | ---- | ------- | ---- | ---- | ---- | ---- | ---- |
| Junge, komm bald wieder                          | 1209 | 1614 | -       | 1610 | 1705 | 1422 | 1414 | 1686 |

1. ↑  Een '-' betekent dat het nummer niet was genoteerd en een vetgedrukt getal geeft de hoogste notering aan.
2. ↑  Deze tabel is bijgewerkt tot en met de laatste editie (2024).

## Filmografie

### Bioscoop
- 1954: Canaris
- 1957: Die große Chance
- 1958: Heimatlos
- 1959: Freddy unter fremden Sternen
- 1959: Freddy, die Gitarre und das Meer
- 1960: Freddy und die Melodie der Nacht
- 1960: Weit ist der Weg
- 1961: Freddy und der Millionär
- 1961: Nur der Wind
- 1962: Freddy und das Lied der Südsee
- 1964: Freddy und das Lied der Prärie
- 1964: Freddy, Tiere, Sensationen
- 1971: Haie an Bord
- 1983: Die wilden Fünfziger
- 1984: Große Freiheit Nr. 7

### Televisie
- 1958: Stahlnetz - Die Tote im Hafenbecken (televisiefilm)
- 1963: Heimweh nach St. Pauli
- 1968: Die Kartenlegerin (televisiefilm)
- 1971: Der Junge von St. Pauli (televisiefilm)
- 1987: Großstadtrevier – Robin Hood
- 1990: Heidi und Erni – Zirkusluft
- 1991: Großstadtrevier – Fährmann, hol’ röver
- 2004: Erbin mit Herz (televisiefilm)
- 2004: In aller Freundschaft – Die Kraft der Liebe

## Hits in Duitsland

### Als Freddy
- 1956 – Sie hieß Mary Ann
- 1956 – Heimweh
- 1960 – Unter fremden Sterne
- 1961 – La Paloma
- 1963 – Junge, komm bald wieder
- 1963 – Lass mich noch einmal in die Ferne
- 1965 – 5000 Meilen von Zuhaus
- 1966 – Hundert Mann und ein Befehl

### Als Freddy Quinn
- 1956 – So geht das jede Nacht
- 1957 – Heimatlos
- 1958 – Ich bin bald wieder hier
- 1958 – Sabrina
- 1959 – Die Gitarre und das Meer
- 1960 – Melodie der Nacht
- 1961 – La guitarra Brasiliana
- 1961 – Weit ist der Weg
- 1962 – Aloa oe
- 1963 – Allein wie du
- 1964 – Gib mir dein Wort
- 1965 – Kleine Möwe, flieg' nach Helgoland
- 1965 – Vergangen, vergessen, vorüber
- 1965 – Adios Mexico